# 康斯特布爾 (紐約州)
康斯特布爾（英語：Constable）是一個位於美國紐約州富蘭克林縣的鎮。

## 人口
根據2020年美國人口普查的數據，康斯特布爾的面積為85.00平方千米，當中陸地面積為84.97平方千米，而水域面積為0.03平方千米。當地共有人口1486人，而人口密度為每平方千米17人。